# Provincia de Talagante
La Provincia de Talagante se ubica en el centro-poniente de la Región Metropolitana de Santiago Chile, colindante con las provincias de Santiago, Maipo y Melipilla; tiene una superficie de 601,9 km², siendo de esta manera la provincia más pequeña de Chile, y posee una población aproximada de 217 449 habitantes. Su capital provincial es la ciudad homónima de Talagante. Su principal actividad está en el sector agroindustrial. Han pasado diversos personajes por estas tierras, como Los Hermanos Carrera, los cuales poseían una innumerable cantidad de terrenos y negocios en esta región.

## Economía
En 2018, la cantidad de empresas registradas en la provincia de Talagante fue de 5.577. El Índice de Complejidad Económica (ECI) en el mismo año fue de 0,62, mientras que las actividades económicas con mayor índice de Ventaja Comparativa Revelada (RCA) fueron Reparación de Equipo de Iluminación (60,85), Elaboración de Almidón y sus Derivados (54,23) y Fundición de Hierro y Acero (44,63).

## Comunas pertenecientes a la provincia de Talagante
La provincia está constituida por 5 comunas, a saber:  
- Isla de Maipo
- El Monte
- Padre Hurtado
- Peñaflor
- Talagante

## Autoridades
Las autoridades son nombradas directamente por el Presidente de la República y se mantienen en su cargo mientras cuenten con su confianza.

### Gobernador Provincial (1990-2021)

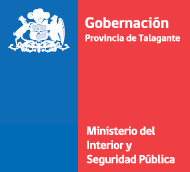
Logotipo de la Gobernación de la Provincia de Talagante hasta 2021.

Los siguientes fueron los gobernadores provinciales de Talagante.
| Gobernador(a)              | Partido                    | Partido                    | Inicio                  | Final                   | Presidente(a) | Presidente(a)           |
| -------------------------- | -------------------------- | -------------------------- | ----------------------- | ----------------------- | ------------- | ----------------------- |
| Rafael Calderón Ávila      |                            | PDC                        | 11 de marzo de 1990     | 11 de marzo de 1994     |               | Patricio Aylwin         |
| Hugo Ortega Tello          |                            | PDC                        | 11 de marzo de 1994     | 11 de marzo de 2000     |               | Eduardo Frei Ruíz-Tagle |
| Kenneth Shields Matulic    |                            | PPD                        | 11 de marzo de 2000     | 28 de diciembre de 2001 |               | Ricardo Lagos           |
| Rosa Ester Huerta          |                            | PS                         | 28 de diciembre de 2001 | 2004                    |               | Ricardo Lagos           |
| Titular(es) desconocido(s) | Titular(es) desconocido(s) | Titular(es) desconocido(s) | 2004                    | 11 de marzo de 2006     |               | Ricardo Lagos           |
| Mario Gebauer Bringas      |                            | PPD                        | 11 de marzo de 2006     | 22 de enero de 2007     |               | Michelle Bachelet       |
| Raúl Leiva Carvajal        |                            | PS                         | 22 de enero de 2007     | 24 de julio de 2008     |               | Michelle Bachelet       |
| Alejandra Vásquez Leichtle |                            | PPD                        | 24 de julio de 2008     | 11 de marzo de 2010     |               | Michelle Bachelet       |
| Marco Zamora Bombal        |                            | UDI                        | 11 de marzo de 2010     | 11 de marzo de 2014     |               | Sebastián Piñera        |
| Graciela Arochas Felber    |                            | PDC                        | 11 de marzo de 2014     | 23 de enero de 2016     |               | Michelle Bachelet       |
| David Morales Nordetti     |                            | PDC                        | 23 de enero de 2016     | 10 de noviembre de 2016 |               | Michelle Bachelet       |
| José Miguel Arriaza (s)    |                            | PDC                        | 10 de noviembre de 2016 | 9 de enero de 2017      |               | Michelle Bachelet       |
| Juan Pablo Gómez Ramírez   |                            | PDC                        | 9 de enero de 2017      | 11 de marzo de 2018     |               | Michelle Bachelet       |
| Andrés Llorente Elexpurú   |                            | UDI                        | 11 de marzo de 2018     | 25 de julio de 2019     |               | Sebastián Piñera        |
| Cesar Correa Godoy         |                            | UDI                        | 26 de julio de 2019     | 14 de julio de 2021     |               | Sebastián Piñera        |

### Delegado Presidencial Provincial (Desde 2021)

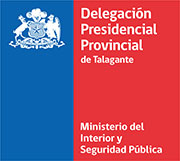
Logotipo de la Delegación Presidencial Provincial de Talagante desde 2021.

Nuevo cargo que reemplaza la figura de Gobernador provincial.
| Delegado(a)             | Partido | Partido | Inicio              | Final               | Presidente(a) | Presidente(a)    |
| ----------------------- | ------- | ------- | ------------------- | ------------------- | ------------- | ---------------- |
| Paz González Zúñiga     |         | Ind.    | 14 de julio de 2021 | 11 de marzo de 2022 |               | Sebastián Piñera |
| Stephanie Duarte Moreno |         | COM     | 11 de marzo de 2022 | En el cargo         |               | Gabriel Boric    |
| Stephanie Duarte Moreno | FA      |         | 11 de marzo de 2022 | En el cargo         |               | Gabriel Boric    |

## Seguridad
Las Fuerzas de Orden y Seguridad de Chile están compuestas por Carabineros de Chile y la Policía de Investigaciones de Chile o PDI. La Unidades Policiales territoriales de la PDI en la Provincia son la Brigada de Investigación Criminal Talagante o BICRIM Talagante, con área de competencia en las comunas de Talagante, El Monte e Isla de Maipo y la Brigada de Investigación Criminal Peñaflor o BICRIM Peñaflor, con área de competencia en las comunas de Peñaflor y Padre Hurtado, cuya función principal es investigar delitos de distinta índole a nivel local encomendadas por los Tribunales de Justicia y el Ministerio Público, como también acoger denuncias, entre otras labores. Estas Unidades Policiales, al igual que sus pares, cuentan con grupos internos, uno de ellos dedicado a la investigación del tráfico de drogas en pequeñas cantidades, es denominado Grupo Microtráfico Cero o MT-0, además de contar cada una de ellas con una Oficina de Análisis Criminal.